# Paul-Alphonse Reverchon
Paul-Alphonse Reverchon (24 de mayo de 1833 - 6 de marzo de 1907 ) fue un médico, botánico, explorador, y taxónomo francés . Realizó expediciones botánicas a España, y en Francia.

## Biografía
Era hijo de Maximilien Reverchon y de Fleurine Pétel. Se casó con Florestine-Marie-Pauline Menereul († Quimper el 8 de septiembre de 1901). Tuvieron dos hijos.
Sus hermanos fueron el famoso botánico Elisée Reverchon (1835-1914), así como Julien Reverchon (1837-1905) también eminente botánico.
Viniendo de Alençon, dirige el asilo de alienados de la Roche-Gandon en Mayenne desde el 1 de enero de 1881 al 12 de septiembre de 1884. Botánico experimentado, fue compañero de Charles Chedeau y de Paul Jouannault. Luego dirige los asilos de Moulins (1884-1888), luego de Pau (1888-1892). Fue un administrador emérito y sus logros le dieron el más alto honor. Tuvo que tomar su retiro prematuro por razones de salud, y se retira a Quimper.

## Algunas publicaciones
- Catalogue raisonné des plantes vasculaires du département de la Mayenne (se publicó por primera vez en el Bull. de la Société d'études scientifiques d'Angers, 1890, 1891 ; luego reimpreso en Angers, por Germain & Grassin, 1892.

- Contribuidor de La Flore complète de France, de Gaston Bonnier y Georges de Layens (1834-1897) editó Paul Dupont

- La famille Lochin (internada en la Roche-Gandon) (con de Pagès)

- Études médicales. Paris, Baudot, 1892

## Honores

### Epónimos
- (Agavaceae) Yucca reverchonii Trel. 1912

- La abreviatura «P.Rev.» se emplea para indicar a Paul-Alphonse Reverchon como autoridad en la descripción y clasificación científica de los vegetales.[1]